# 신성 브리타니아 제국
신성 브리타니아 제국(영어: Holy Britannian Empire)은 코드기어스 반역의 를르슈 세계관 설정에 등장하는 가상 국가이며 작중 배경과 등장인물에게 지대한 영향을 끼치는 주체이기도 하다. 명칭 자체는 중세에서 근세에 이르기까지 유럽에서 가장 오래된 제국이었던 신성 로마 제국(962년 ~ 1806년)에서 유래한 것으로 보이며 영국의 정식명칭인 브리튼에서 기인했듯이 브리타니아 제국이지만, 본토 자체가 아메리카 대륙에 위치해있다. 브리타니아 제국은 가상 역사에서 영국이 나폴레옹의 프랑스 제국에게 런던이 함락당하고 모든 정부 조직과 귀족계층이 아메리카로 이주하여 건국한 국가로 나폴레옹 전쟁 당시 정부를 식민지로 이주한 포르투갈 왕국의 포르투갈 브라질 알가르브 연합왕국과 같은 사례이다.
황제를 정점으로 하는 절대군주제를 표방하고 있다. 아메리카 대륙으로 천도 직후에도 영국의 전반적인 국력 특성상 강대국이기는 했으나 아메리카 대륙에 있기에 20세기초 미국과 같은 비동맹 고립주의를 표방하고 있었고 영토도 북미대륙에 국한되어 있었다. 그러나 세기를 거듭할수록 에스파냐로부터 중남미 식민지를 빼앗고 아메리카에서의 영향력을 증대했다. 특히 98대 황제(샤를 지 브리타니아)가 즉위한 후로 군대를 확충하고 무력을 앞세워 영토를 확장, 세계의 1/3을 차지하는 대제국이 되었다. 작중에서 등장하는 유럽 연합(EEU)과 중화연방과의 외교와 전쟁을 통해 자국의 국력을 과시하고 있다. 특히 극동의 유일한 중립국인 일본을 제2차 태평양 전쟁을 통해 에리어 속주에 병합하였다. 제국은 수도를 초기 네오웨일스에서 펜드래건으로 천도하였다.

## 제국의 에리어 종류
신성 브리타니아 제국은 근대 제국주의 시절 확보한 식민지와 현대에 와서 세계정복전쟁에서 확보한 속령들을 에리어라는 명칭으로 구분하였으며 에리어는 각각의 종류로 나누어 중앙정부 혹은 총독부에서 관리 감독한다.
- 위성 에리어: 국가의 제압이 완료되어 저항세력이 희소하거나 근절되어 정책이 안정된 상태
- 도상 에리어: 국가의 제압이 완료되어 있으나 아직 각지에 저항세력이 남아있어 정책이 불안정한 상태
- 교정 에리어: 국가 그 자체의 제압은 완료되어 있으나 주민의 저항이 거세 철한 관리, 규제가 필요한 상태

## 역대 황제
- 초대 리카르드 반 브리타니아
- 91대 알렉 라 브리타니아
- 98대 샤를 지 브리타니아
- 99대 를르슈 비 브리타니아

## 같이 보기
- 가상 국가
- 대체 역사